# 50 First Dates
50 First Dates er en romantisk komedie fra 2004 med Adam Sandler og Drew Barrymore i hovedrollerne. Filmen er instrueret af Peter Segal.

## Handling
Ungkarlen Henry Roth (Sandler), lever livet i sit paradis på Hawaii, og bruger sine aftner på at score smukke turister. Han lever et sorgløst liv, uden nogle forpligtelser, som dyrepasser i den nærliggende zoo, men alt dette ændres da han en dag møder Lucy (Barrymore). De falder for hinanden, men da Henry dagen efter opsøger Lucy, vil hun ikke kendes ved ham. Henry tror at Lucy prøver at droppe ham, som han selv har gjort mod så mange piger, men han finder ud af at Lucy har været ude for en bilulykke, som har gjort at hun har mistet sin korttidshukommelse, som gør, at når hun lægger sig til at sove om aftenen, glemmer hun dagens oplevelser. Men når man, som Henry, har fundet sin drømmepige, er der ingen grænser for hvor langt man vil gå, for at vinde hendes hjerte – heller ikke hvis man skal gøre det om og om igen...

## Rolleliste
| Rolle           | Skuespiller               |
| --------------- | ------------------------- |
| Henry Roth      | Adam Sandler              |
| Lucy Whitmore   | Drew Barrymore            |
| Ula             | Rob Schneider             |
| Doug Whitmore   | Sean Astin                |
| Alexa           | Lusia Strus               |
| Dr. Keats       | Dan Aykroyd               |
| Sue             | Amy Hill                  |
| Ten Second Tom  | Allen Covert              |
| Marlin Whitmore | Blake Clark               |
| Stacy           | Maya Rudolph              |
| Nick            | Pomaika'i Brown           |
| Jennifer        | Jonathan Loughran         |
| Pablo           | J.D. Donaruma             |
| Linda           | Lynn Collins              |
| Factory Worker  | Kevin James               |
| Noreen          | Missi Pyle (ukreditteret) |